# Victoria Aveyard
Victoria Aveyard (East Longmeadow, 27 de julho de 1990) é um escritora norte-americana. Ela é conhecida por seu livro A Rainha Vermelha. Publicou seis best-sellers nº 1 no New York Times e a saga Rainha Vermelha foi traduzida para 37 idiomas.

## Biografia
Aveyard nasceu em East Longmeadow, Massachusetts, uma pequena cidade nos Estados Unidos. Seus pais são professores de escolas públicas, hoje ela mora em Los Angeles, Califórnia. Ela desenvolveu um interesse por escrever bem cedo, "escrevo desde que fisicamente posso escrever." Frequentou a Universidade do Sul da Califórnia, em Los Angeles. Formou-se como roteirista e tenta combinar seu amor por história, explosões e heroínas fortes na sua escrita. Seus hobbies incluem a tarefa impossível de prever o que vai acontecer em As Crônicas de Gelo e Fogo, viajar e assistir a Netflix.
Seu livro mais recente, Destruidor de Mundos, está previsto para ser uma trilogia que será finalizada em 2023.

## Adaptações
A saga Rainha Vermelha está sendo adaptada para ser uma série de TV, produzida por Elizabeth Banks e será lançada pelo serviço de streaming da Peacock.[carece de fontes?]

## Obras

### Série Rainha Vermelha
- Red Queen (2015) A Rainha Vermelha (Seguinte, 2015) Rainha Vermelha (Saída de Emergência, 2015)
- Glass Sword (2016) Espada de Vidro (Seguinte, 2016) Espada de Vidro (Saída de Emergência, 2017)
- King's Cage (2017) A Prisão do Rei (Seguinte, 2017) A Jaula do Rei (Saída de Emergência, 2018)
- War Storm (2018) Tempestade de Guerra (Seguinte, 2018) Tempestade de Guerra, Volumes I e II, (Saída de Emergência, 2019)

#### Prequelas
- Cruel Crown (2016) Coroa Cruel (Seguinte, 2016) (Contêm as prequelas Queen Song (2015) Canção da Rainha e Steel Scars (2016) Cicatrizes de Aço; e-books).
- Broken Throne (2019) Trono Destruído (Seguinte, 2019) Trono Partido (Saída de Emergência, 2022): Contêm as prequelas Canção da Rainha e Cicatrizes de Aço, além de quatro histórias inéditas, mapas exclusivos, bandeiras, registros sobre a história de Norta.

### Realm Breaker
- Realm Breaker (2021) Destruidor de Mundos (Seguinte, 2021)
- Blade Breaker (2022)
- Fate Breaker (2024)